# Liste der Nummer-eins-Hits in Ungarn
Die Liste der Nummer-eins-Hits in Ungarn basiert auf den wöchentlichen Charts des Landes, die seit 1990 von Magyar Hanglemezkiadók Szövetsége (Mahasz) herausgegeben werden. Seit 1990 sind Albumcharts verfügbar, seit 2002 auch Airplay-Singlecharts.
Die Liste ist nach Jahren aufgeteilt.